# Sejlstrup Sogn
Sejlstrup Sogn er et sogn i Hjørring Søndre Provsti (Aalborg Stift).
I 1800-tallet var Sejlstrup Sogn anneks til Vejby Sogn. Begge sogne hørte til Børglum Herred i Hjørring Amt. Vejby-Sejlstrup sognekommune blev ved kommunalreformen i 1970 indlemmet i Hjørring Kommune.
I Sejlstrup Sogn ligger Sejlstrup Kirke. Sogn og kirke er opkaldt efter herregården Sejlstrupgård.
I sognet findes følgende autoriserede stednavne:
- Broshøj (areal)
- Hedehuse (bebyggelse)
- Sejlstrup Mark (bebyggelse)
- Smidstrup (bebyggelse, ejerlav)
- Smidstrup Hede (bebyggelse)
- Stagsted (bebyggelse)
- Ålstrup (bebyggelse, ejerlav)